# Passeig Àngel Guimerà (Ribes de Freser)
El Passeig Àngel Guimerà és una obra del municipi de Ribes de Freser (Ripollès) inclosa en l'Inventari del Patrimoni Arquitectònic de Catalunya.

## Descripció
Aquesta és l'obra d'urbanització més important de principis del segle XX en un intent d'agençar la vora del riu Freser, convertint l'esplanada en un passeig on s'hi recolzava una idea de ciutat-jardí.